# 비늘도마뱀붙이속
비늘도마뱀붙이류(fish scale gecko)는 마다가스카르, 코모도섬에 자생하는 도마뱀붙이류의 속이다. 야행성, 수목성, 충식성이며 천연림, 이차림, 상태가 악화된 서식지에서 잘 서식한다. 포식자에게 잡혔을 때 피부와 비늘을 벗어던지는 특성이 유명하다.

## 피부와 비늘
비늘도마뱀붙이류의 비늘은 서로 겹쳐져 있고 골화되어있다. 빌헬름 조세프 슈미트는 1911년경에 비늘에 대한 조직학적 연구를 수행하였다. 슈미트는 비늘도마뱀붙이류에 대한 meristics을 어렵게 하는 비늘의 이질성과 서로 겹쳐진 모양에 대해 언급했다. 슈미트는 비늘의 서로겹침은 비늘의 folding의 결과이며 본질적으로 단일층보다는 이중층으로 놓여있다고 말했다. 그는 세밀한 삽화를 통해 비늘의 중심이 불규칙적인 결정의 형태로 골화되었다는 것 또한 보여주었다. Scherz와 동료들은 마이크로-CT 스캔을 통해 큰비늘도마뱀붙이와 다른 종들이 동일한 수준, 즉 뼈 수준의 X레이 감쇠를 보여주며, 이 또한 골편의 존재를 뒷받침한다고 결론지었다. 그들은 슈미트의 삽화처럼 비늘의 끝부분이 마이크로-CT 스캔 이미지가 보여주듯이 골화되지 않았다고 적었다. Paluh과 동료들은 참 비늘도마뱀붙이류(로 추정된 것)의 골피를 마이크로-CT와  조직학적 수단을 통해 연구하였으며 다른 도마뱀붙이, 주로 토케이 게코와 무어 게코의 골피와 비교하였다. 이를 통해 비늘도마뱀붙이류의 골피가 다른 종류의 골피와 크게 다르며, 제 3의 수렴진화를 보여준다고 말했다. 비늘도마뱀붙이류의 골피는 어쩐지 장갑도마뱀의 골피를 닮았다.
비늘도마뱀붙이류의 비늘은 19세기부터 떼어버릴 수 있다고 알려져있었다. Alfred Voeltzkow는 1983에 비늘이 벗겨지는 것을 막기 위해 솜뭉치로 감싸두어 포획한 개체에 대해 묘사했다. 비늘이 벗겨지면 다시 재생되며 원래의 비늘과 구분할 수 없다. 이러한 비늘의 탈착, 재생에 관한 해부학적 기제는 잘 알려지지 않았지만, C. Schubert와 동료들이 이를 연구하였다. 그들이 수행한 연구를 통해 이는 비늘도마뱀붙이류의 '해부학적 피부이완 기제' 뿐만 아니라, 외피와 그 밑의 연결조직 사이에 미리 형성된 손쉽게 박리되는 영역 덕택이며, 이는 박리 영역의 근섬유모세포망이 수축하여, 혈관수축을 통해 혈액 손실을 최소화하는 능동적인 과정이라는 것을 보여주었다. Aaron M. Bauer와 동료들은 이러한 발견에 의문을 가졌지만, 오로지 외피 안쪽의 박리영역에 대한 것이었고, 그 아래에 대해서는 아니었다. 이후로 이러한 기제를 제대로 탐구한 연구는 아직 없지만, 이에 대한 요청은 특히 인간용 의약품에 적용할 수 있을지 모를 재생 특성에 관해 반복적으로 행해져왔다.

## 분류
비늘도마뱀붙이류속은 다양한 비늘차례(pholidosis, 중국어:鳞序) 때문에 분류가 난해하다. 최근의 분류적, 유전적 조사를 통해 이 속에 몇몇 은폐종(en:cryptic species)이 존재한다는 사실이 밝혀졌다. Hawlitschek과 동료들은 2016년에 코모로 제도에 자생하는 Geckolepis humbloti를 Geckolepis maculata에서 다시 떼어냈다. 2017년에는 Scherz와 동료들이 안카라나국립공원의 뾰족한 석회암 카르스트 지대에서 발견한 큰비늘도마뱀붙이에 대해 최초로 기술하였다. 이 종은 다른 어떤 비늘도마뱀붙이류보다도 비늘이 크지만, 골학적 측면에서도 고유한 특징이 있다. G. maculata 의 분류적 정체성은 불확실한 채로 남아있다.

## 하위 종
다음과 같은 다섯 종이 알려져있다:
- 피터점박이도마뱀붙이, 비늘도마뱀붙이, Geckolepis maculata Peters, 1880
- 코모라비늘도마뱀붙이, Geckolepis humbloti Vaillant, 1887
- 숱비늘도마뱀붙이, Geckolepis polylepis Boettger, 1893
- 그랑디디에도마뱀붙이, Geckolepis typica Grandidier, 1867
- 큰비늘도마뱀붙이, Geckolepis megalepis Scherz et al., 2017